# Camp de Noé
Le camp de Noé était un camp d'internement situé à cheval sur le territoire des communes de Noé, Le Fauga et de Mauzac, au sud de Toulouse (Haute-Garonne).
Il ne doit pas être confondu avec le centre de détention de Mauzac en Dordogne.

## Histoire

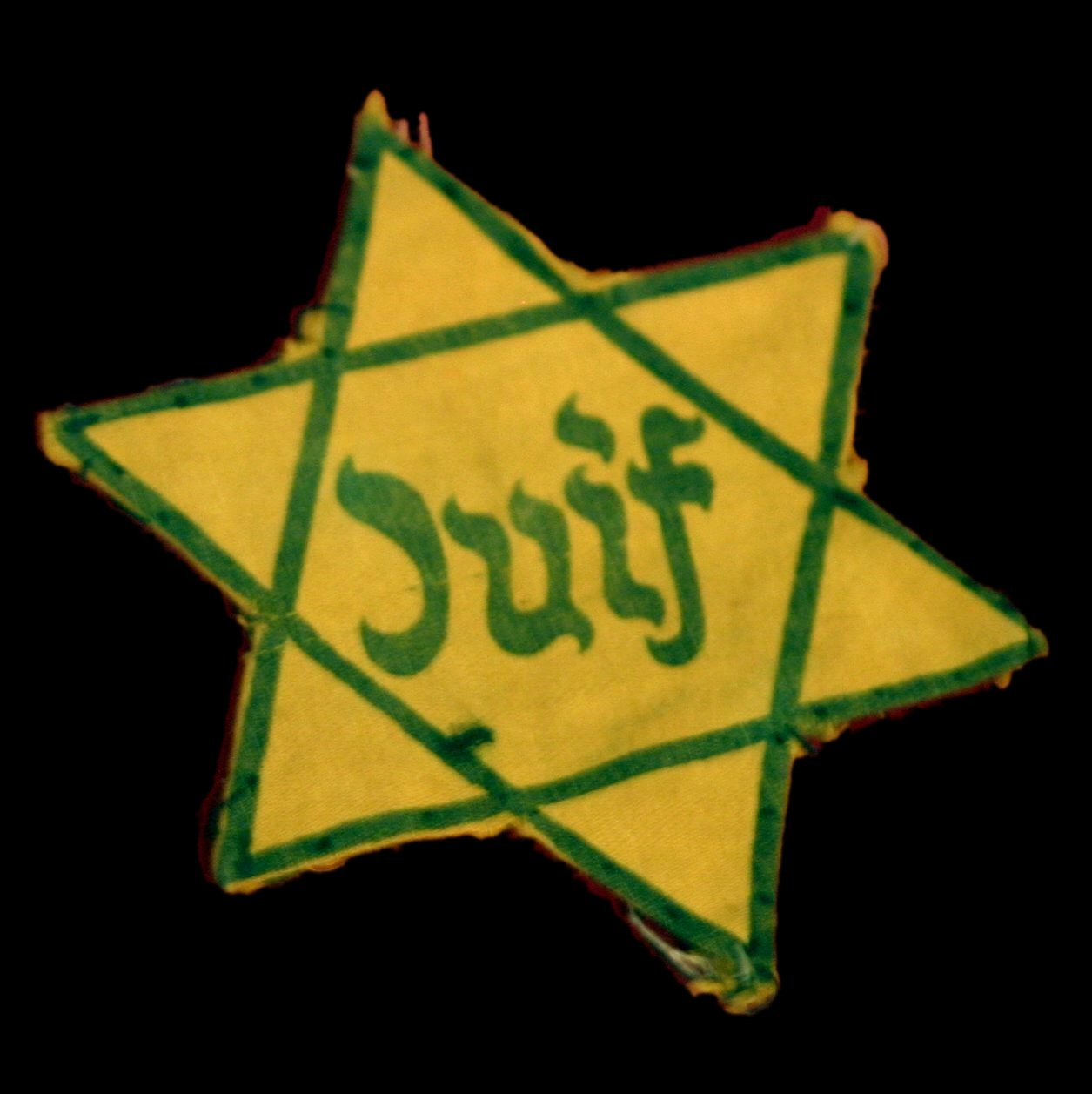

Le camp d'internement de Noé est construit au début de l'année 1941 par le ministère de la Guerre. Il est créé, comme celui du Récébédou, à Portet-sur-Garonne, également au sud de Toulouse. C'est en partie pour lutter contre l'image déplorable des camps d'internement français que sont créés deux nouveaux camps : ils sont présentés par le ministre de l'Intérieur, Marcel Peyrouton, comme des réalisations de prestige, et ouverts aux visites de journalistes étrangers.
Noé occupe un terrain de 14 hectares au nord du village de Noé et peut recevoir 1 500 personnes, principalement des personnes âgées ou malades. Il est rapidement rempli pour moitié d'Espagnols venus des camps d'Argelès, d'Agde et du Vernet, et pour moitié de Juifs étrangers, mais aussi de tsiganes  victimes de la politique antisémite de Vichy, venus de Gurs. Ainsi, de février 1941 à juillet 1942, 2500 étrangers y ont été enfermés, pour moitié des juifs, pour moitié des républicains espagnols.
Cependant, les conditions de vie s'y dégradent également et on compte 500 morts pour les deux camps de Noé et du Récébédou entre février 1941 et octobre 1942. Pendant l'été 1942, la plupart des Juifs sont livrés aux Allemands, transférés au camp de Drancy, puis déportés à Auschwitz. Le 1er octobre 1942, le camp du Récébédou est fermé et ses détenus transférés à Noé.
Le 19 août 1944, le camp est délivré par les maquisards. Il est ensuite utilisé pour l'internement de collaborateurs, mais avec les mêmes gardiens.

## Personnalités qui sont passées dans le camp
- Sacha Grothendieck, père d'Alexandre Grothendieck
- Henri Caillavet
- Jules Saliège
- Francesco Fausto Nitti